# چوی سانگ-سون
چوی سانگ-سون (انگلیسی: Choi Sang-sun؛ زادهٔ ۱۳ فوریهٔ ۱۹۷۲) ورزشکار اهل کره جنوبی است.
وی در مسابقات کشوری و بین‌المللی در مجموع برندهٔ ۵ مدال طلا شده‌است.